# Jet Li
Jet Li (kitajsko 李连杰/李連杰, Lǐ Liánjié, kantonsko Lei Lin Git), kitajski mojster borilnih veščin in filmski igralec, * 26. april 1963, Peking, Ljudska republika Kitajska.

## Filmografija (izbor)
- 1979, 1982, 1984 - Shaolin Temple
- 1986 - Born to Defend (izvirnen naslov: Final Fight)
- 1986 - Shaolin Temple
- 1998 - Dragons of the Orient
- 1988 - Dragon Fight
- 1990 - Once Upon A Time In China
- 1991 - Once Upon A Time In China 2
- 1991 - Swordsman 2
- 1992 - The Master
- 1992 - Once Upon A Time In China 3
- 1992 - China Swordsman
- 1993 - Iron Tiger
- 1993 - Kung Fu Cult Master
- 1993 - Der Vollstrecker
- 1993 - Claws of Steel
- 1993 - Tai Chi
- 1994 - Jet Li's Shaolin Kung Fu (dokumentarni film)
- 1994 - Fist of Legend
- 1994 - Bodyguard from Beijing (izvirnen naslov: Bodyguard from Beijing)
- 1994 - Legend Of The Red Dragon (Lenendo O Rdecem Zmaju)
- 1994 - Shaolin master
- 1995 - High Risk
- 1995 - My Father is a Hero
- 1996 - Black Mask
- 1997 - Once Upon A Time In China And America
- 1998 - Contract Killer (izvirnen naslov: Hitman)
- 1998 - Lethal Weapon 4
- 2000 - Romeo Must Die
- 2001 - The One
- 2001 - Kiss of the Dragon
- 2002 - Hero (Heroj)
- 2003 - Born 2 Die (izvirnen naslov: Cradle 2 The Grave)
- 2005 - Unleashed (izvirnen naslov:: Danny the Dog)
- 2006 - Fearless
- 2007 - Rogue
- 2008 - The Mummy: Tomb Of The Dragon Emperor
- 2008 - The Kingdom: Kraljevina